# Starman Jones
Starman Jones è un romanzo per ragazzi di fantascienza del 1953 dello scrittore statunitense Robert A. Heinlein, su un ragazzo di campagna che vuole andare tra le stelle.

## Storia editoriale
Scritto nel febbraio 1953, fu sottoposto a una revisione richiesta dall'editore Scribner's, che lo pubblicò quello stesso annonella serie di romanzi per ragazzi.
La traduzione italiana di Antonio Bellomi è stata pubblicata dalla Casa Editrice La Tribuna per la prima volta nel 1970 nel volume n. 111 della collana Galassia e nel 1973 nel volume n. 14 della collana Bigalassia, poi di nuovo dalla Editrice Nord nel 1989, nel volume n. 103 della collana Cosmo Oro e dalla Mondadori nell'agosto 2011, nel volume n. 103 della collana Urania Collezione.

## Trama
Max Jones, dopo la morte del padre, manda avanti la fattoria di famiglia sull'Altopiano d'Ozark ma, quando la sua matrigna decide di risposarsi con un uomo che detesta, Max scappa di casa portando con sé i manuali di astrogazione dello zio.
I migliori lavori sono strettamente controllati da gilde alle quali è possibile appartenere solo per eredità, una di queste è la Gilda dagli astrogatori;
dal momento che suo zio ne era stato un membro e non aveva figli Max spera che prima di morire, lo abbia nominato suo erede, per scoprirlo parte in autostop verso Earthport.
Lungo la strada incontra un barbone che si comporta amichevolmente, Sam Anderson, che in seguito accenna di essere un disertore dei Marines Imperiali;
Sam dà da mangiare a Max e offre consigli, ma poi lo deruba dei preziosi manuali.
Al quartier generale della Gilda, Max è deluso nello scoprire che suo zio non lo ha nominato erede, ma gli viene restituito la consistente cauzione depositata da suo zio per i manuali; Max scopre che Sam aveva cercato di incassare il deposito per se stesso.
Poco dopo si imbatte per caso in Sam, che si scusa e lo convince di essere in grado, con i soldi di Max, di ottenere per entrambi un lavoro/viaggio a senso unico a bordo di una nave stellare utilizzando documenti falsi.
L'imbroglio riesce e Max firma come Aiuto Cameriere di Terza Classe, poi grazie alla sua memoria eidetica impara in una notte il contenuto del manuale della Gilda dei Camerieri Spaziali, Cuochi e Ufficiali di Vettovagliamento.
Sulla nave, tra i suoi compiti di inserviente, c'è quello di prendersi cura di diversi animali, compresi quelli da compagnia dei passeggeri.
Quando la passeggera Eldreth "Ellie" Coburn visita il suo animaletto domestico alieno, un semi-intelligente "cucciolo ragno" con cui Max ha fatto amicizia, scopre che lui sa giocare a scacchi tridimensionale e lo sfida a una partita, lei è una campionessa del gioco, ma lo lascia diplomaticamente a vincere.
Nel frattempo, Sam riesce a salire alla posizione di capitano d'armi.
Quando, attraverso l'intervento di Ellie, gli ufficiali della nave scoprono che Max ha imparato astrogazione dallo zio che alcuni di loro conoscevano, Max è promosso al ponte di comando.
Sotto la guida dell'Astrogatore Hendrix e del Programmatore Capo Kelly, egli diventa Apprendista Cartografo in prova, poi grazie alla sua memoria fotografica e alla sua capacità di fare a mente i complessi calcoli per le transizioni, viene promosso Astrogatore in prova.
In un colloquio con Hendrix, Max ammette con riluttanza di aver falsificato i suoi documenti per poter andare nello spazio, Hendrix rinvia la questione fino al loro ritorno sulla Terra.
La Asgard parte poi per Halcyon, una colonia umana su un pianeta in orbita attorno a Nu Pegasi.
Hendrix muore improvvisamente e il reparto astrogazione resta pericolosamente a corto di personale, l'anziano Capitano cerca di prenderne suo posto, ma non è all'altezza del compito.
Max grazie alla sua memoria eidetica rileva in tempo reale un errore nei calcoli per la transizione, ma né il Capitano né l'Aiuto Astrogatore Simes gli credono e la nave si perde nello spazio.
Riescono a raggiungere un mondo abitabile, che Ellie chiama Charity, così i passeggeri diventano coloni.
Nel frattempo l'equipaggio cerca di capire qual è la loro posizione nello spazio e se è possibile tornare sulla Terra.
Purtroppo, si scopre che il pianeta è già abitato da esseri intelligenti simili a centauri; Max e Ellie sono catturati, fortunatamente il "cucciolo ragno" di Ellie riesce a condurre fino a loro Sam, che li libera e li fa fuggire, ma Sam resta ucciso mentre copre la loro ritirata.
Durante la fuga Max viene informato che il capitano è morto, Simes ha cercato di prendere il comando illegalmente ed è stato ucciso da Sam, quindi Max è l'unico astrogatore rimasto, per peggiorare le cose, Simes ha nascosto o distrutto i manuali astrogazione.
La grandissima inferiorità numerica rispetto agli indigeni ostili costringe gli umani a tentare un pericoloso ritorno allo spazio conosciuto percorrendo all'inverso la transizione sbagliata;
Max non solo deve pilotare la nave, ma deve far ricorso alla sua memoria eidetica in mancanza delle tavole di astrogazione che Simes, prima di morire, ha nascosto o distrutto, come se non bastasse, gli ufficiali superstiti informano Max che deve prendere il comando della nave poiché solo un astrogatore può essere Capitano.
La pressione è immensa, ma Max riesce e la nave ritorna nello spazio conosciuto.
Max è accettato nella Gilda degli astrogatori come Assistente Astrogatore, ma deve pagare una forte multe per aver infranto le loro regole.
Tuttavia, egli perde ogni possibilità di avere una relazione con Eldreth che torna a casa per sposare il suo fidanzato, Max accetta la situazione con sentimenti contrastanti, ma guarda avanti alla sua nuova carriera.

## Critica
Secondo Groff Conklin il romanzo è "un racconto riccamente strutturato e pienamente maturo";
Boucher e McComas lo hanno apprezzato per "il buon sviluppo dei personaggi, il modo coinvolgente di raccontare l'avventura e la brillante creazione di varie forme di vita extra-terrestre";
P. Schuyler Miller lo ha giudicato "vicino al meglio della più affermata fantascienza".
Il critico del New York Times Villiers Gerson ha definito Starman Jones "fantascienza superiore. ... accuratamente tracciato, lucido e ben scritto".
Passando in rassegna i romanzi per ragazzi di Heinlein, Jack Williamson ha descritto Starman Jones come "un classico esempio di bildungsroman" e ha osservato che "con il suo simbolismo audace, il libro ha un fascino universale" nonostante "le coincidenze e l'occasionale melodramma" nella trama, Williamson ha concluso che "il romanzo è un bel juvenile [che] riflette speranze e paure che tutti noi abbiamo conosciuto".
Secondo Alexei Panshin si tratta di un'opera solida, dettagliata, affascinante, uno dei libri più efficaci di Heinlein.

## Adattamenti
Anche se Heinlein ha raramente autorizzato adattamenti teatrali delle sue opere, ha consentito a Douglas L. Lieberman di mettere in scena Starman Jones al Goodman Children's Theater di Chicago.
Scritta e diretta da Lieberman, la rappresentazione in due atti è stata replicata per 25 volte.
Il ruolo del protagonista è stato interpretato da Charles Fleischer, che in seguito ha dato la voce a Roger Rabbit.
Nel 1974 la Avon Books ha pubblicato il copione nell'antologia Contemporary Children's Theater curata da Betty Jean Lifton.

### Edizioni
- Robert A. Heinlein, Starman Jones, collana Galassia, traduzione di Antonio Bellomi, n. 111, La Tribuna, 1970,  p. 239.

- Robert A. Heinlein, Starman Jones, collana Cosmo Oro, traduzione di Antonio Bellomi, n. 103, Editrice Nord, luglio 1989,  pp. 1-303, ISBN 88-429-0400-7.

- Robert A. Heinlein, Starman Jones, collana Urania Collezione, traduzione di Antonio Bellomi, n. 103, Mondadori, agosto 2011, ISSN 1721-6427 (WC · ACNP).

### Fonti critiche
- (EN) James Daniel Gifford, The New Heinlein Opus List, in Robert A. Heinlein: A Reader's Companion (PDF), Nitrosyncretic Press, 2000, ISBN 978-0-9679874-1-5. URL consultato il 12 ottobre 2015.

- (EN) Alexei Panshin, III. THE PERIOD OF SUCCESS - 8. 1953, in Heinlein in dimension, Chicago, Advent:Publishers Inc, aprile 1968. URL consultato il 30 dicembre 2015.